# Pardosa bastarensis
Pardosa bastarensis är en spindelart som beskrevs av Gajbe 2004. Pardosa bastarensis ingår i släktet Pardosa och familjen vargspindlar. Inga underarter finns listade i Catalogue of Life.